# Замок Турант

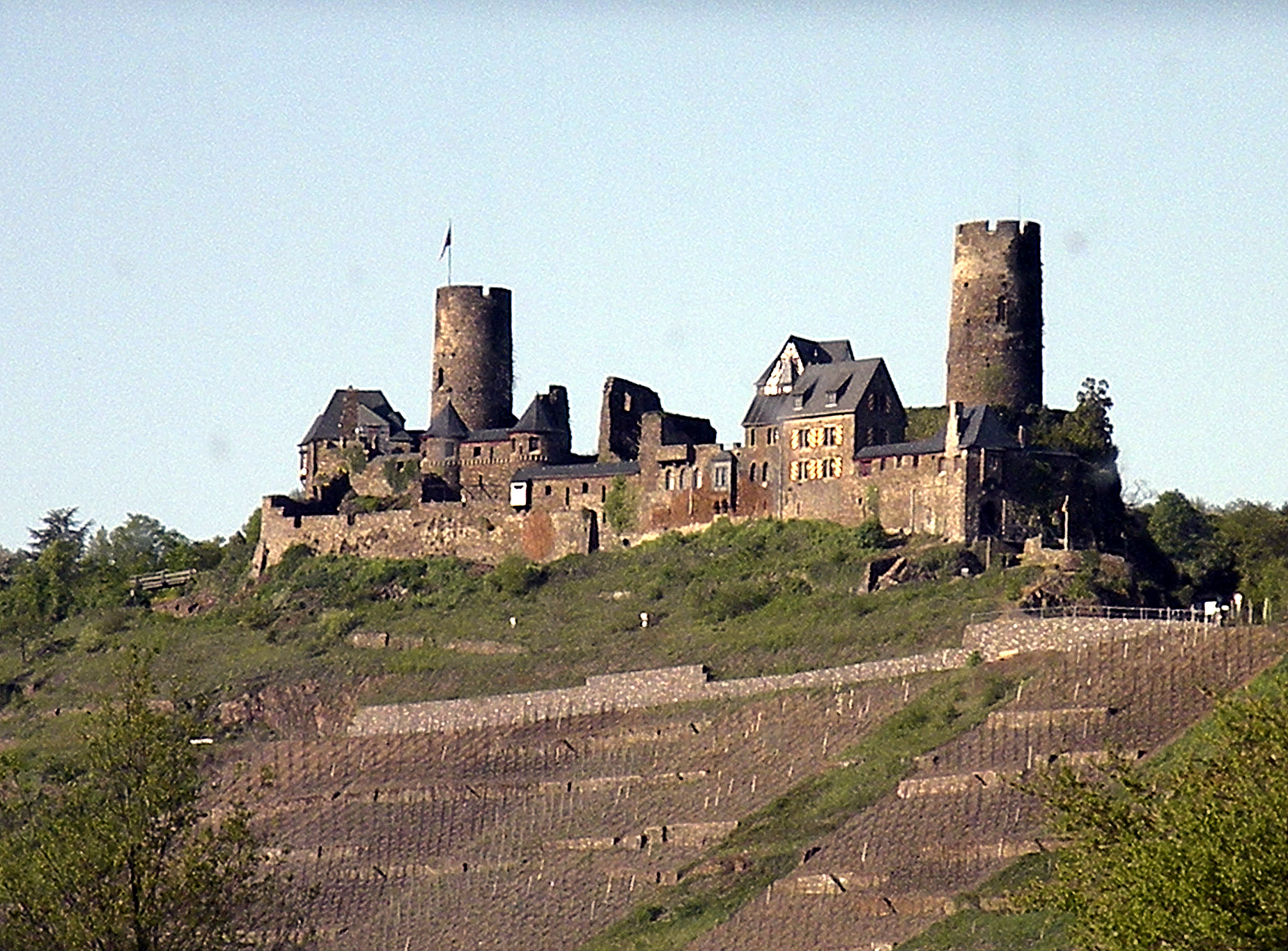
Замок Турант

Замок Турант (нем. Burg Thurandt) — представляет собой редкий для средневековья вид замка с двумя донжонами, расположенный над городком Алькен на Мозеле. Ныне находится в частном владении.

## История
Замок был возведён сыном Генриха Льва  пфальцграфом Генрихом для своего брата Оттона IV около 1200 года. Название этого замка повторяло хорошо известное в годы Крестовых походов название замка в Сирии.
В 1214 г. замок перешёл во владение рода Виттельсбахов. При их наместнике Цорно (нем. Burgvogt Zorno), имя которого связано с эпохой рыцарства, занимавшегося разбоем, замок получил широкую известность. Так, при осаде замка войском архиепископов Трира и Кёльна, он применил остроумный оборонительный приём: ежедневно из ворот замка в лагерь врага скатывалась бочка с вином, в итоге спившиеся враги теряли боеспособность. В результате начавшаяся в 1246 г. осада, к 1248 г. закончилось. Упоминание о заключённом после этого мире стало наиболее ранним письменным упоминанием о прошлом долины Мозеля на немецком языке.
В дальнейшем городок Алкен и замок перешли во владение архиепископа Трира.
в 1689 г. замок был разрушен.